# 動畫長片
動畫長片泛指長度較長的動畫，相對的概念是動畫短片，類似概念則是動畫電影，但即使在電影院播放的動畫電影，也可能無法滿足動畫長片的定義。

## 定義

### 奧斯卡最佳動畫片獎
美國電影藝術與科學學院對動畫長片獎項作出的規定是，長度需在40分鐘以上（更早的規定為70分鐘以上），必需採用逐畫格的製作方式。若與真人演出混合時，主要角色需由動畫製作，且動畫部份佔的長度不低於75％以上的長度。而在2010年的新規定中，也明確定義真人動作捕捉技術（Motion Capture）並不合資格，2011年的動畫電影丁丁歷險記也因此失去提名資格。

### 金馬獎
金馬獎僅規定片長需超過六十分鐘，其餘標準與一般電影相同。